# Swansonova výprava
Swansonova výprava (1949) je dobrodružný vědeckofantastický román českého spisovatele Františka Běhounka vyprávějící o výpravě do džungle Belgického Konga, která zde nalezne ztracený svět s obrovskými plazy a gorilami a fanatické nacistické vědce. 
Román byl připraven k vydání již roku 1949 v nakladatelství Alois Hynek, ovšem v rámci znárodňování soukromých podniků byl při zavření Hynkova nakladatelství až na pár zachráněných výtisků celý náklad knihy zničen. Proto je možno vydání z roku 2001 v nakladatelství Albatros vlastně považovat za první.

## Obsah románu
Příběh románu se odehrává na konci druhé světové války a jeho hlavním hrdinou je český chlapec Vašek Bartoš, který je s rodinou v Teheránu v Íránu, kde jeho otec pracuje na stavbě cukrovaru. Rodinu však postihne neštěstí. Otec zemře na úplavici a Vašek se s matkou a mladší sestrou Jitkou musí vrátit do osvobozeného Československa.
Loď, na které plují, však narazí na námořní minu a Vašek je společně s arabským dělníkem Selimem uvězněn v lodním skladišti pod vodou. Zbytek posádky i ostatní cestující se zachrání v člunech, ale Vaška se Selimem považují za mrtvé. Později norský parník narazí do vraku lodi a ten se převrátí tak, že Vašek i Selim mohou ze skladiště uniknout. Z vraku je pak zachrání britský křižník Dido.
Vašek se brzy spřátelí se členy výpravy nadporučíka Johna Swansona, který hodlá v Africe prozkoumat naleziště uranové rudy smolince. Tajně pronikne do letadla, se kterou výprava odletí do Belgického Konga. Pak v pralese zabloudí, seznámí se s domorodcem Dindžim a oba jsou zajati kmenem Batusiů. Podaří se jim uprchnout a zamíří ke „kouřové hoře“ (dýmající sopce), kam se chce dostat i Swansonova výprava.
Při cestě k sopce pronikne Swansonova výprava přes pohoří ze smolince do pralesa, který je silně radioaktivní. Jde vlastně o jakýsi ztracený svět, ve kterém rostou plavuně a přesličky a žijí tu obrovští plazi a veliké gorily, které se podobají King Kongovi. 
Nakonec je Swansonova výprava uvězněna v nacistickém podzemním městě v „kouřové hoře“, díky kterému vydává sopka kouř. Fanatičtí němečtí vědci zde pracují na vynálezu, který má zničit nepřátele Německa radioaktivním plynem. Vašek s Dindžim pomohou členy výpravy osvobodit a jeden z nich, Dick Burton, odpálí atomové zařízení, takže je nacistický vynález zkázy zničen.